# Okap na Półce z Meandrem
Okap na Półce z Meandrem – okap w Zimnym Dole we wsi Czułów w województwie małopolskim, w powiecie krakowskim, w gminie Liszki. Pod względem geograficznym znajduje się na Garbie Tenczyńskim będącym południowym fragmentem Wyżyny Krakowsko-Częstochowskiej.

## Opis obiektu
Okap znajduje się w skałkach w górnej części orograficznie lewych zboczy Zimnego Dołu, w lesie powyżej Źródła w Zimnym Dole i powyżej domów. Znajduje się w skale Byk zaliczanej do Grupy Krowy. Ciągnie się na południowo-wschodniej ścianie tej skały, ma długość 18 m, a jego maksymalny wysięg dochodzi do 5 m. Pod okapem jest półka, na którą łatwo można wejść od lewej (patrząc z dołu) strony. Po lewej stronie półka zaczyna się na poziomie stoku i wznosi się ona w górę, a jednocześnie stok pod nią opada, wskutek czego na prawym końcu jest już na wysokości 4 m nad pionową ścianą. Jest wystarczająco szeroka do przejścia, dopiero na prawym (północno-wschodnim) końcu półka zwęża się i pochyla, tak, że staje się już praktycznie niemożliwa do przejścia.
Pomiędzy półką a okapem, mniej więcej w połowie jego długości, w skale znajduje się otwór, od którego w głąb skały prowadzi ciasny i meandrujący tunelik z denną rynną. Półka w jego pobliżu przecięta jest pionową, krętą i rozszerzająca się ku dołowi szczeliną dochodzącą do podstawy skały.
Okap powstał w wapieniach zrostkowych z jury późnej. Brak nacieków. Dno półki jest skaliste, jedynie na dnie pionowej szczeliny (tylko w zasięgu okapu) znajduje się gruz wapienny zmieszany z próchnicą. Na skałach okapu rośnie bluszcz pospolity.
Po raz pierwszy okap został opisany przez A. Górnego i M. Szelerewicza w listopadzie 1999 roku. Oni też opracowali jego dokumentację. Plan sporządził M. Szelerewicz.

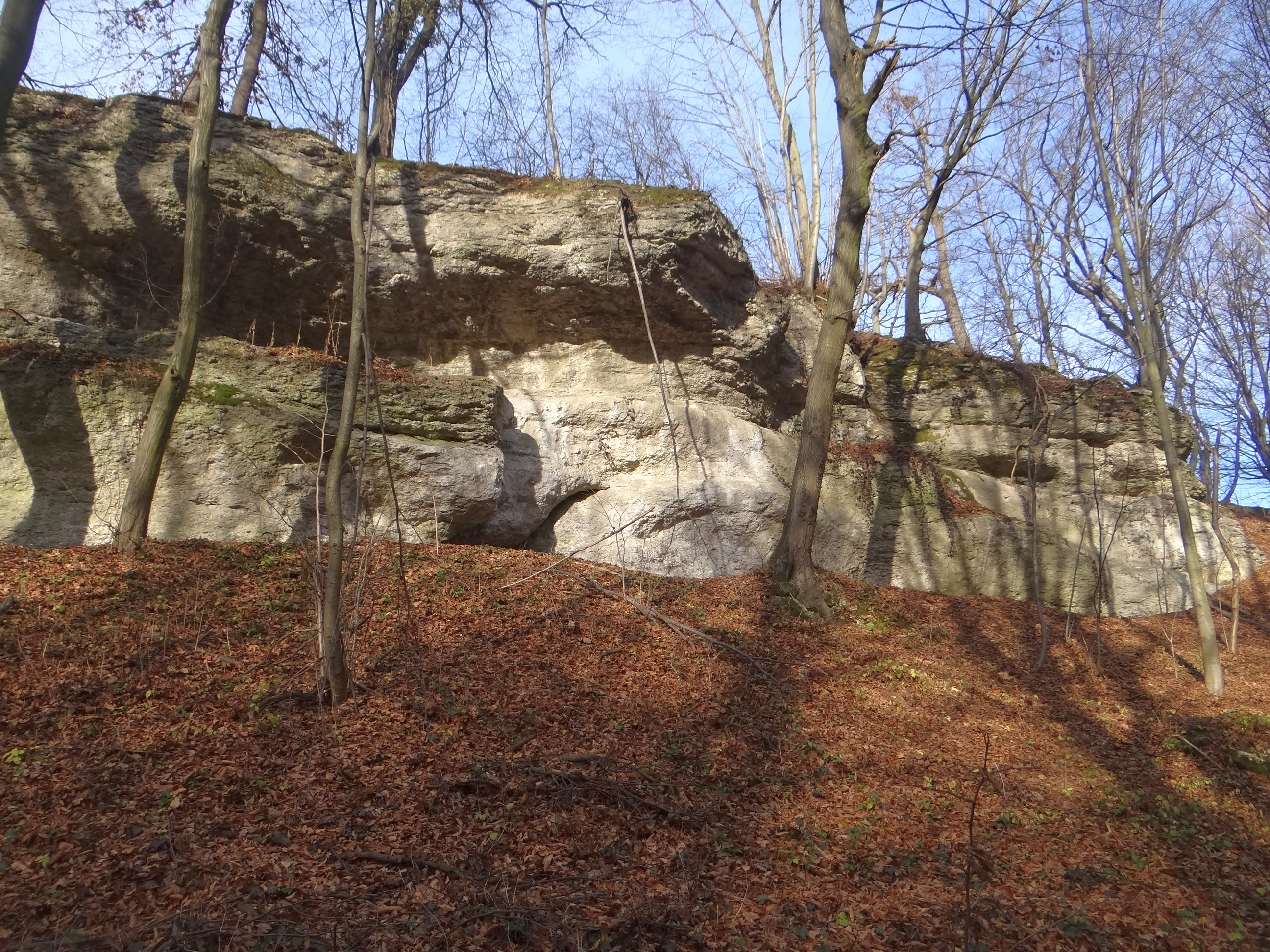
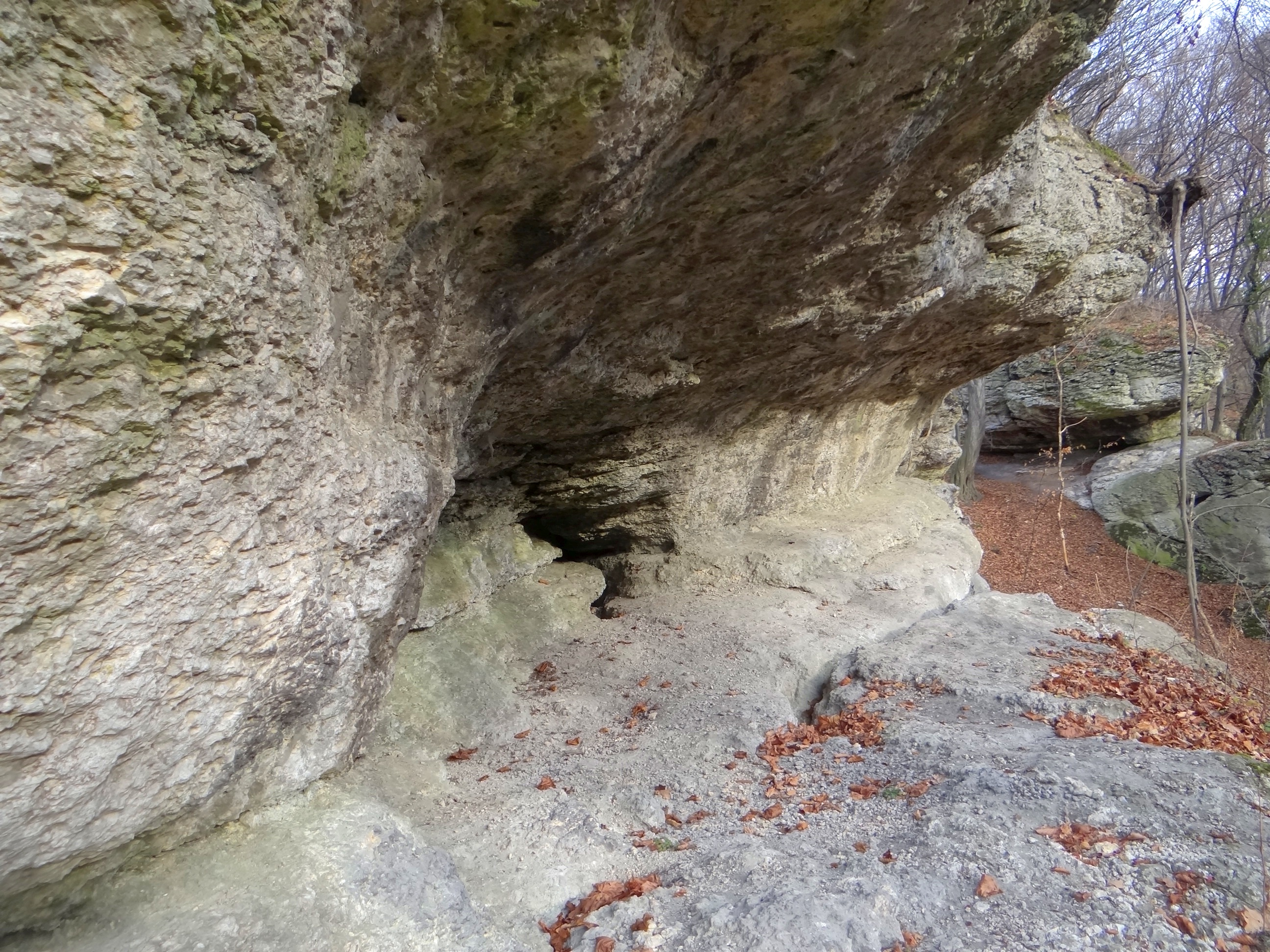
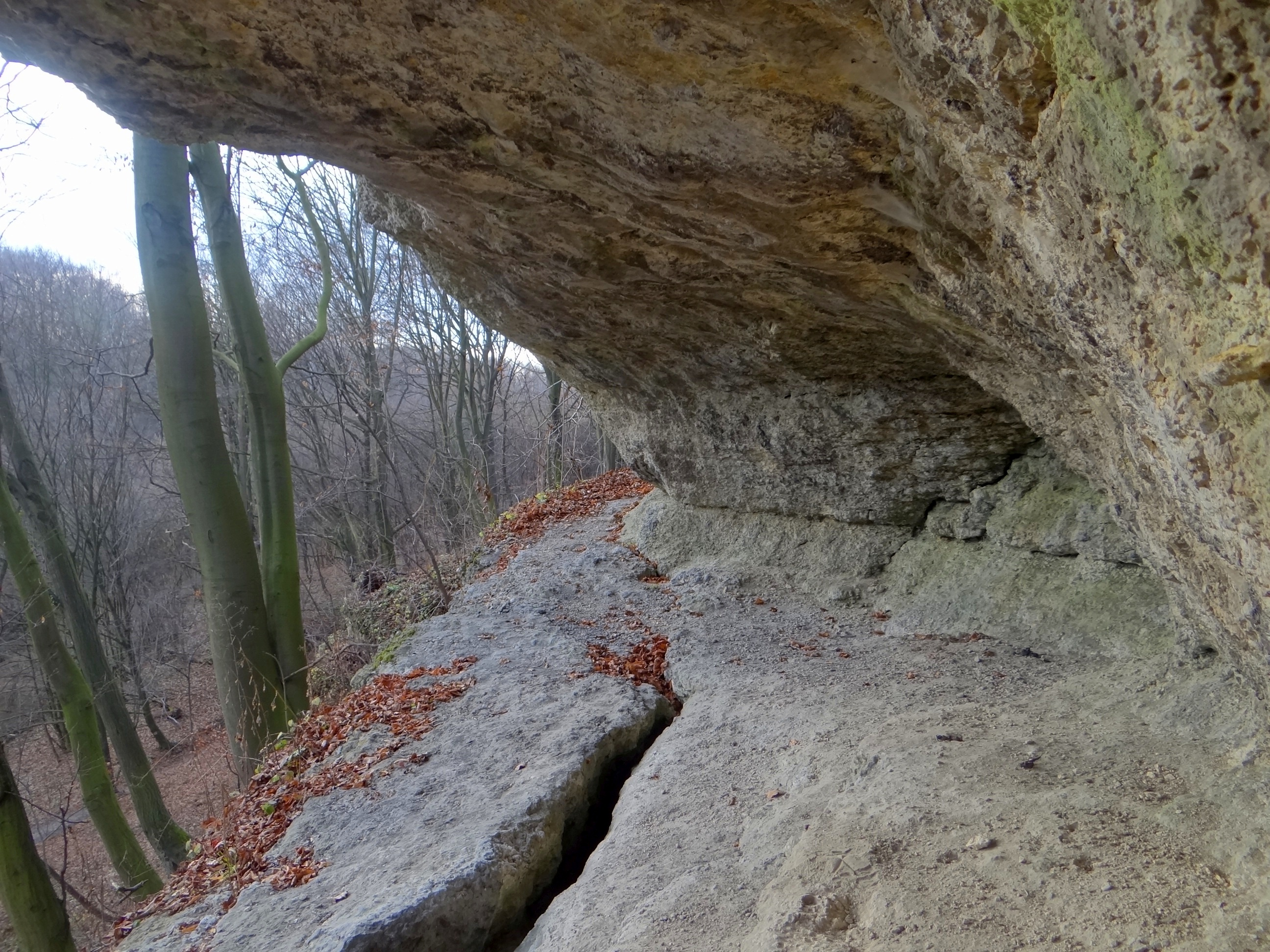